# Thần bí học
Thần bí học (tiếng Anh: occult) là môn tri thức về những điều thần bí (huyền bí), sự hiểu biết về những hiện tượng siêu linh, trái ngược với những sự thật và "tri thức đo lường được" thuộc phạm vi của khoa học. Thuật ngữ này đôi khi được hiểu là môn tri thức "chỉ dành cho một số người nhất định" hoặc môn tri thức "phải được giấu kín". Tuy nhiên, đối với hầu hết những người thực hành thần bí học thì đó đơn giản chỉ là việc nghiên cứu một thực thể tâm linh uyên thâm hơn vượt khỏi các môn khoa học vật lý.
Thuật ngữ "khoa học thần bí" được sử dụng vào thế kỷ 16 để chỉ chiêm tinh học, giả kim thuật và phép thuật tự nhiên. Thuật ngữ "thần bí giáo" xuất hiện ở nước Pháp thế kỷ 19, gắn liền với các nhóm bí truyền người Pháp, đến năm 1875 thì truyền vào tiếng Anh. Trong suốt thế kỷ 20, thuật ngữ này được sử dụng một cách ngẫu nhiên bởi nhiều tác giả, nhưng đến thế kỷ 21 thì hay được các nhà học thuật chuyên về mảng huyền bí dùng để chỉ các dòng tri thức thần bí phát triển từ giữa thế kỷ 19 trở về sau. Đặc biệt từ cuối thế kỷ 20, nhiều tác giả khác nhau đã sử dụng thuật ngữ "điều thần bí" để phân loại các phạm trù mà người ta không thể xếp vào tôn giáo hoặc khoa học được. "Điều thần bí" theo nghĩa này rất rộng, bao gồm các hiện tượng như tín ngưỡng ma cà rồng, tín ngưỡng nàng tiên tí hon hay các phong trào như ufology và parapsychology.

## Khoa học thần bí
Ý niệm về "khoa học thần bí" nổi lên từ thế kỷ 16. Thuật ngữ này thường bao hàm ba môn là chiêm tinh học, thuật giả kim và phép thuật tự nhiên, hay có khi người ta tách riêng các hình thức bói toán ra khỏi phép thuật tự nhiên. Theo nhà sử học tôn giáo Wouter Hanegraaff, các môn này được nhóm lại với nhau vì "chúng đều có mục đích tìm hiểu một cách có hệ thống về tự nhiên và các tiến trình tự nhiên, xây dựng khung lý thuyết dựa chủ yếu trên các niềm tin vào bản chất, tinh thần hoặc sức mạnh thần bí." Mặc dù có sự chồng chéo giữa các môn tri thức này nhưng chúng vẫn mang tính độc lập và có những trường hợp có người tin theo môn này nhưng lại phủ nhận môn kia. Vào thời kỳ Khai sáng, thuật ngữ "thần bí học" dần bị xem là không phù hợp với khái niệm "khoa học". Từ thời điểm này, "thần bí học" đứng bên kia chiến tuyến với khoa học chính thống. Trong cuốn sách Văn hóa nguyên thủy năm 1871, nhà nhân chủng học Edward Tylor dùng thuật ngữ "thần bí học" như một từ đồng nghĩa với "ma thuật".